# يوهان هاينريش فون
يوهان هاينريش فون (بالألمانية: Johann Heinrich von Mädler)‏ (و. 1794 – 1874 م) هو عالم فلك من ألمانيا . ولد في برلين.
توفي في هانوفر، عن عمر يناهز 80 عاماً.

## التعليم
تعلم في جامعة هومبولت في برلين

## مناصب وهيئات
أدار جامعة تارتو.

## روابط خارجية
- يوهان هاينريش فون على موقع الموسوعة البريطانية (الإنجليزية)